# Leichtathletik-Weltmeisterschaften 2011/Teilnehmer (Bahrain)
| Goldmedaillen | Silbermedaillen | Bronzemedaillen |
| ------------- | --------------- | --------------- |
| —             | —               | —               |

Der Leichtathletik-Verband Bahrains stellte bei den Leichtathletik-Weltmeisterschaften 2011 im südkoreanischen Daegu elf Teilnehmer.

## Ergebnisse

### Männer

#### Laufdisziplinen
| Athlet              | Disziplin | Vorlauf        | Vorlauf | Halbfinale  | Halbfinale | Finale             | Finale             |
| Athlet              | Disziplin | Zeit           | Platz   | Zeit        | Platz      | Zeit               | Platz              |
| ------------------- | --------- | -------------- | ------- | ----------- | ---------- | ------------------ | ------------------ |
| Yusuf Saad Kamel    | 1500 m    | 3:40,27 min SB | 13      | 3:47,18 min | 18         | nicht qualifiziert | nicht qualifiziert |
| Dejene Regassa      | 5000 m    | 13:56,83 min   | 27      |             |            | nicht qualifiziert | nicht qualifiziert |
| Bilisuma Shugi      | 5000 m    | 13:35,86 min   | 7       |             |            | 13:27,67 min       | 8                  |
| Ali Hasan Mahboob   | 10.000 m  |                |         |             |            | DNF                | DNF                |
| Khalid Kamal Yaseen | Marathon  |                |         |             |            | DNF                | DNF                |

### Frauen

#### Laufdisziplinen
| Athletin           | Disziplin | Vorlauf      | Vorlauf | Halbfinale         | Halbfinale         | Finale             | Finale             |
| Athletin           | Disziplin | Zeit         | Platz   | Zeit               | Platz              | Zeit               | Platz              |
| ------------------ | --------- | ------------ | ------- | ------------------ | ------------------ | ------------------ | ------------------ |
| Mimi Belete        | 1500 m    | 4:13,50 min  | 24      | 4:08,42 min        | 7                  | 4:07,60 min        | 7                  |
| Genzebe Shami      | 1500 m    | 4:12,32 min  | 20      | nicht qualifiziert | nicht qualifiziert | nicht qualifiziert | nicht qualifiziert |
| Maryam Yusuf Jamal | 1500 m    | 4:07,04 min  | 1       | 4:08,96 min        | 13                 | 4:22,67 min        | 12                 |
| Tejitu Daba        | 5000 m    | 15:33,67 min | 9       |                    |                    | 15:14,62 min PB    | 9                  |
| Shitaye Eshete     | 10.000 m  |              |         |                    |                    | 31:21,57 min NR    | 6                  |
| Lishan Dula        | Marathon  |              |         |                    |                    | 2:33:47 h          | 20                 |